# 秦野宗一郎
秦野宗一郎（日语：／ Hatano Sōichirō），日本輕小說作家。居住於九州。

## 經歷、人物
2013年5月，其投稿作品《幻影世界》獲得第4屆京都動畫大獎小說部門鼓勵獎。同年12月，他以作家身份首次亮相，出版了〈KA Esuma文庫〉獲獎作品之修訂和重命名的《無彩限的幻影世界》。《無彩限的幻影世界》被改編成同名電視動畫，並於1月以2016年冬季動畫播出。
在本身出道作品後記中，他坦言自己過著「苦行僧般的生活，買書的錢超過了每個月的伙食費」。他在Twitter上也有以不同名字創作的作品，但這些作品都沒有公開。

## 作品列表
- 無彩限的幻影世界[3]（〈KA Esuma文庫〉，2013年—2016年，全3冊）

## 相關項目
- 日本小說家列表（日语：日本の小説家一覧）
- 輕小說作家列表（日语：ライトノベル作家一覧）

## 外部連結
- 秦野宗一郎的X（前Twitter） （日語）